# Lucas Reiber
Lucas Reiber (Lichterfelde, 4 ottobre 1993) è un attore tedesco.

## Biografia
Lucas Reiber è nato il 4 ottobre 1993 a Lichterfelde e lì è cresciuto prima di trasferirsi a Kreuzberg quando aveva 14 anni. Sua madre è Claudia Reiber e ha una sorella, Lisa Reiber. Suo padre è vegano.
Reiber è apparso per la prima volta sul palco nel 2003 all'età di dieci anni; ha impersonato il giovane Gavroche nel musical Les Misérables al Theater des Westens. Dal 2008 è stato membro del "junge Ensemble" (jE) del Friedrichstadt-Palast, dove ha studiato canto, recitazione e danza dal 2008 al 2011. Ha preso parte anche a diverse produzioni. Dal 2011 in poi ha seguito ulteriori corsi di recitazione e lezioni di canto.
Nel 2010 ha esordito come attore, sotto la regia di Peter Keglevic, nel film televisivo Nel bianco, tratto dall'omonimo romanzo di Ken Follett. In quello stesso anno ha anche recitato nel suo primo film cinematografico, il film per ragazzi Rock It!, nel ruolo di Marc, il tastierista della rock band. Nel 2011 ha recitato al fianco di Christian Ulmen nel film Einer wie Bruno nel ruolo del giovane musicista Benny Schmidtbauer. Nella commedia Fuck you, prof! 2 del 2015, Reiber ha interpretato il ruolo di Etienne ("Ploppi"), un ragazzo con la sindrome di Asperger. Nel 2016, ha ricevuto insieme ad Anna Lena Klenke, Max von der Groeben e Jella Haase, il Bavarian Film Award.
Reiber ha poi partecipato a diversi film per la televisione. Nel 2013 ha recitato nella miniserie Una famiglia e l'anno successivo nel film Zwei mitten im Leben. Nel 2014 ha recitato anche nel film televisivo Sprung ins Leben accanto a Simone Thomalla, in quello che è stato il suo primo ruolo importante in televisione. Nel film interpreta Sebastian, talentuoso giocatore di football, costretto sulla sedia a rotelle in seguito ad un incidente d'auto.
Reiber ha recitato anche in diverse serie televisive come la pluripremiata serie Disney Binny e il fantasma, Club der roten Bänder, Soko 5113, Gli specialisti, Il commissario Schumann e Katie Fforde.

### Vita privata
Gli piace fare jogging, andare in bicicletta e giocare a volleyball. Nel 2015 viveva in un appartamento condiviso, a Moabit. Crede nella sostenibilità e indossa abiti del commercio equo e solidale. Nel 2018 guidava un'auto Opel Insignia GS.

## Filmografia

### Cinema
- Rock It!, regia di Mike Marzuk (2010)
- Kinderspiel, regia di Lars Kornhoff - cortometraggio (2011)
- Einer wie Bruno, regia di Anja Jacobs (2011)
- Klarer Fall für Bär - Gefährlicher Freundschaftsdienst, regia di Olaf Kreinsen (2011)
- Warzenputtel, regia di Martin Muser ed Oliver Philipp - cortometraggio (2011)
- Lore, regia di Cate Shortland (2012)
- Für Elise, regia di Wolfgang Dinslage (2012)
- Beeke, regia di Charlotte Rolfes - cortometraggio (2014)
- Becks letzter Sommer, regia di Frieder Wittich (2015)
- Fuck you, prof! 2 (Fack ju Göhte 2), regia di Bora Dağtekin (2015)
- Verrückt nach Fixi, regia di Mike Marzuk (2016)
- Hanni & Nanni: Mehr als beste Freunde, regia di Isabell Suba (2017)
- Krieg, regia di Rick Ostermann (2017)
- Gli invisibili (Die Unsichtbaren), regia di Claus Räfle (2017)
- Fuck you, prof! 3 (Fack ju Göhte 3), regia di Bora Dağtekin (2017)
- Abikalypse, regia di Adolfo J. Kolmerer (2019)

### Televisione
- Nel bianco (Eisfieber), regia di Peter Keglevic – film TV (2010)
- Klarer Fall für Bär, regia di Dirk Pientka – film TV (2011)
- Doctor's Diary - Gli uomini sono la migliore medicina (Doctor's Diary - Männer sind die beste Medizin) – serie TV, 4 episodi (2011)
- Hamburg Distretto 21 (Notruf Hafenkante) – serie TV, 1 episodio (2011)
- Krimi.de – serie TV, 2 episodi (2010-2012)
- Una famiglia (Eine Familiensaga), regia di Uli Edel – miniserie TV, 1 episodio (2013)
- Heldt – serie TV, 1 episodio (2013)
- Il commissario Voss (Der Alte) – serie TV, 1 episodio (2013)
- Squadra speciale Lipsia (SOKO Leipzig) – serie TV, 3 episodi (2013-2022)
- Zwei mitten im Leben, regia di Peter Gersina – film TV (2014)
- Sprung ins Leben, regia di Matthias Steurer – film TV (2014)
- Herzensbrecher – serie TV, 1 episodio (2014)
- Die Himmelsleiter, regia di Carlo Rola – miniserie TV (2015)
- Die Mutter des Mörders, regia di Carlo Rola – film TV (2015)
- Prinzessin Maleen, regia di Matthias Steurer – film TV (2015)
- Der Urbino-Krimi, regia di Uwe Janson – miniserie TV, 1 episodio (2016)
- Binny e il fantasma (Binny und der Geist) – serie TV, 3 episodi (2014-2016)
- Club der roten Bänder – serie TV, 4 episodi (2016)
- Soko 5113 (SOKO München) – serie TV, 2 episodi (2015-2017)
- Gli specialisti (Die Spezialisten - Im Namen der Opfer) – serie TV, 1 episodio (2017)
- Il commissario Schumann (Der Kriminalist) – serie TV, 1 episodio (2017)
- Katie Fforde – serie TV, 1 episodio (2017)
- ÜberWeihnachten, regia di Tobi Baumann – miniserie TV (2020)
- Sechs auf einen Streich - Der starke Hans, regia di Matthias Steurer – film TV (2020)
- Schneewittchen am See, regia di Alex Schmidt – film TV (2020)

## Riconoscimenti
- 2016 – Bayerischer Filmpreis[2]
  - Miglior giovane attore per Fuck you, prof! 2 (con Max von der Groeben ed Aram Arami)
- 2016 – New Faces Awards
  - Miglior attore per New Faces Award